# Лиля Кедрова
Лиля Кедрова (на френски: Lila Kedrova) е френска актриса от руски произход. 

## Биография
Елизавета Николаевна Кедрова е родена на 9 октомври 1918 година в Петроград, Руска империя. Родителите й са руски оперни певци. Баща й Николай Кедров-старши (1871–1940) е певец и композитор, създател на първия руски мъжки квартет, изпълняващ богослужебни песнопения. Майка й София Гладкая е певица в Мариинския театър и преподавател в Консерваторията в Париж. Братът на Кедрова Николай Кедров-младши (ок. 1904–1981) е руски певец и композитор на литургична музика. Сестра й Ирен Кедров (Ирина Николаевна Кедрова) е сопрано.  Няколко години след Октомврийската революция през 1922 г., семейството емигрира в Берлин. През 1928 г. те се преместват във Франция, където майката на Кедрова преподава в Консерваторията в Париж, а баща й отново пресъздава квартета „Quatuor Kedroff“.

### Кариера
През 1932 г. Кедрова се присъединява към турнета на Московския художествен театър. След това започва филмовата й кариера, най-вече във френски филми, до първата й англоезична филмова поява като г-жа Хортензия в „Зорба гъркът“ (1964), нейното изпълнение й носи Оскар за най-добра поддържаща женска роля. След това се появява във филма „Разкъсана завеса“ (1966) на Алфред Хичкок, изпълнявайки ролята на графиня Кучинска, полска благородничка в Източен Берлин, която отчаяно иска да емигрира в САЩ. Кедрова играе г-жа Шнайдер в сценичната продукция на Уест Енд на постановката „Кабаре“ през 1968 г. с Джуди Денч и Питър Салис. След това тя играе поредица от ексцентрични и луди жени в холивудски филми. През 1983 г. възпроизвежда ролята си на г-жа Хортензия на Бродуей в музикалната версия на „Зорба гъркът“, печелейки както награда Тони за най-добро изпълнение на актриса в мюзикъл. През 1989 г. тя играе мадам Армфелд в лондонското възраждане на „Малка нощна музика“. 

### Личен живот
Вторият й съпруг е канадският режисьор Ричард Хауърд (1932–2017) с когото живее до смъртта си.

### Смърт
Лиля Кедрова умира през 2000 г. в летния си дом в Су Сент Мари, Онтарио от пневмония, страда дълго време от Болест на Алцхаймер.  Тя е кремирана, пепелта й е погребана в семейния й гроб в руското гробище в Париж. 

## Избрана филмография
| Година | Филм                   | Оригинално заглавие          | Роля            | Режисьор         |
| ------ | ---------------------- | ---------------------------- | --------------- | ---------------- |
| 1959   | Жената и куклата       | La Femme et le Pantin        | Мануела         | Жулиен Дювивие   |
| 1959   | Моят приятел, циганина | Mon pote le gitan            | шутът           | Франсоа Жир      |
| 1964   | Зорба гъркът           | Alexis Zorbas/Αλέξης Ζορμπάς | Мадам Хортензия | Михалис Какоянис |
| 1976   | Наемателят             | Le Locataire                 | Мадам Гадериан  | Роман Полански   |